# Pădurea Tucholei

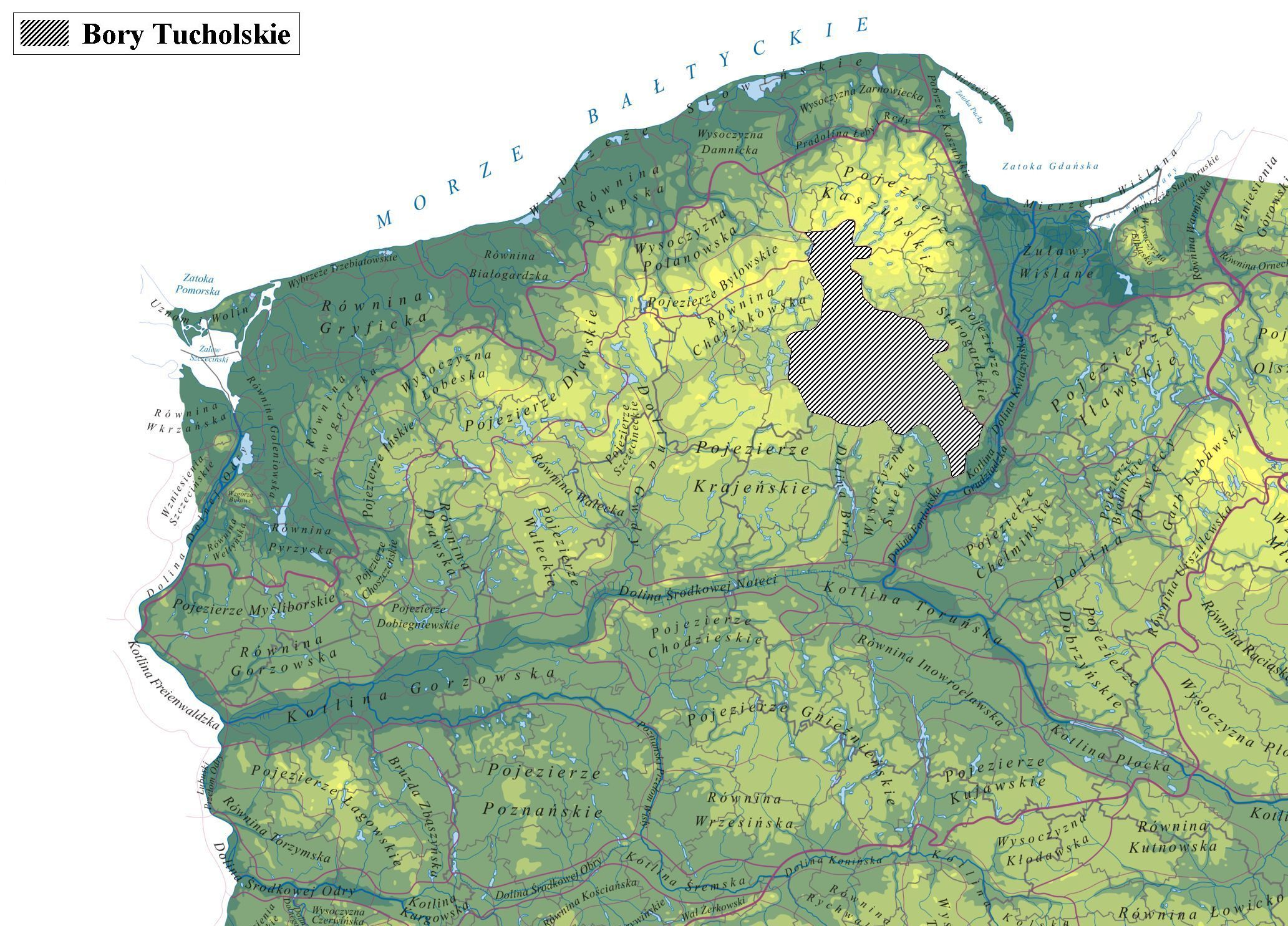
Amplasarea Pădurii Tucholei pe hartă fizică a Poloniei septentrionale.

Pădurea Tucholei (în poloneză Bory Tucholskie, în cașubiană Tëchòlsczé Bòrë, în germană Tuchler Heide) este un complex pădurean mare situat în Polonia septentrională, în voievodatele Pomerania și Cuiavia-Pomerania, între râuri Brda și Wda. Este numit după orașul Tuchola și are o suprafață de aproape 12.000 km².
O parte a pădurii este protejată – în anul 1996 s-a creat Parcul Național Pădurea Tucholei, care cuprinde o arie de 46,13 km² din nordul complexului.
Activitatea umană în Pădurea Tucholei a fost întotdeaună restrânsă. Niciun oraș mai mare decât 50.000 de locuitori nu învecinează cu această zonă. Orașe cele mai mari sunt: Chojnice, Tuchola și Świecie.
Cea mai răspândită specie a arborilor în Pădurea Tucholei este pin, urmat de către fag. 